# ام‌وی ترنس‌پسفیک (تی-۱)
ام‌وی ترنس‌پسفیک (تی-۱) (به انگلیسی: MV Transpacific (T-1)) کشتی است که طول آن ۱۰۹٫۱ متر (۳۵۸ فوت) می‌باشد. این کشتی در سال ۲۰۰۰ ساخته شده است.